# مهدي مسعود أنصاري
مهدي قلي مسعود أنصاري (بالفارسية: مهدی‌قلی مسعودانصاری)، هو لاعب إيراني لكرة القدم سابقاً ومركزه مهاجم، لعب مع نادي شاهين وتاج الإيرانيتين، كما شارك مع منتخب بلاده في دورة الألعاب الآسيوية سنة 1951م، حيث خسر إيران أمام الهند في النهائي بنتيجة هدف مقابل لا شئ.